# Бранислав Вукашиновић
Бранислав Бане Вукашиновић (Скопље, 9. децембар 1933 — Београд, 23. април 2011) био је српски новинар и један од најпознатијих телевизијских водитеља РТС-а.

## Биографија
Бранислав Вукашиновић је рођен 1933. године у Скопљу. Каријеру је започео 1956. године на Радио Београду. На Телевизију Београд је прешао 1969. године. Био је дугогодишњи уредник и водитељ „Београдске хронике“ и суботњег „Јутарњег програма“, један од најпознатијих водитеља РТС-а и легенда српске телевизије уопште.
„Остаће упамћен као изузетан професионалац који је на новинарски пут извео многе водитеље који су данас успешни на различитим функцијама и на другим телевизијама“, наведено је на сајту РТС-а поводом његове смрти.
Током дугогодишње каријере био је ментор многим касније познатим новинарима као што су Весна Дедић-Милојевић, Леа Киш-Јокић, Слађана Томашевић и Живорад Жика Николић. Једном приликом је млађој колегиници рекао:
Дете, мораш да научиш да је телевизија опасна играчка, јер је у стању да самеље човека.
Написао је роман Беле одаје 1982. године. Добитник је награде за животно дело „Светозар Марковић“ 1990. године.
Вукашиновић се неколико година пред смрт повукао из јавног живота због тешке болести. До операције је пензионерске дане проводио живећи са супругом Зорком у кући у селу Вранић код Београда. Након операције се преселио у стан на Звездари. где је живео све до смрти 23. априла 2011 Сахрањен је 27. априла 2011. на београдском Новом гробљу.

## Спољашњи извори
- Видео: Мозаик најава телевизијских прилога Банета Вукашиновића, Приступљено 28. априла 2011.
- Видео: Саша Субота и Бане Вукашиновић, Приступљено 28. априла 2011.
- Недостижни доктор Бане Архивирано на веб-сајту  (1. мај 2011), Пресс од 28. априла 2011. године, Приступљено 28. априла 2011.
- Шестаков: Бане Вукашиновић је био господар малих екрана Архивирано на веб-сајту  (17. јануар 2012), Међународни радио Србија од 26. априла 2011. године, Приступљено 28. априла 2011.